# إدواردو سافيدرا

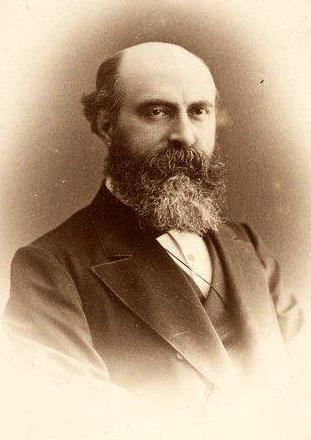
إدواردو سافيدرا

إدواردو سافيدرا إي موراغاس (بالإسبانية: Eduardo Saavedra y Moragas) ـ (طراغونة، 27 فبراير 1829 ـ مدريد، 12 مارس 1912) هو مهندس ومعماري وأثري ومستشرق إسباني، كان عضوًا بكل من الأكاديمية الملكية للتاريخ، والأكاديمية الملكية للعلوم، والأكاديمية الملكية الإسبانية، كما شارك في تأسيس الجمعية الجغرافية الملكية ورأسها حينًا من الوقت.
يعد سافيدرا واحدًا من تلاميذ فرانسيسكو كوديرا، ومن أبرز مؤلفاته «جغرافية الأندلس كما يصورها كتاب الإدريسي».

## من مؤلفاته الاستشراقية
- جغرافية إسبانيا وفقًا للإدريسي (بالإسبانية: La Geografía de España de El Idrisí، مدريد 1881)
- مصالح إسبانيا في المغرب (بالإسبانية: Intereses de España en Marruecos، مدريد 1884)
- دراسات عن غزو العرب لإسبانيا (بالإسبانية: Estudio sobre la invasión de los árabes en España، مدريد 1891)
- المرأة المستعربة (بالإسبانية: La mujer mozárabe، مدريد 1904)